# میکله گرکو
میکله گرکو (ایتالیایی: Michele Greco؛ ‏ ایتالیایی: [miˈkɛːle ˈɡrɛːko]؛ ‏ ۱۲ مهٔ ۱۹۲۴ – ۱۳ فوریهٔ ۲۰۰۸) یکی از اعضای مافیای سیسیل و یک قاتل بود. گرکو در حین گذراندن حبس ابد در زندان درگذشت. به دلیل توانایی او در میانجیگری بین خانواده‌های مختلف مافیایی، به او نام مستعار «پاپ» را داده بودند. گرکو رئیس کمیسیون مافیای سیسیل بود.
گرکو هرگز جنایات خود و موقعیت خود در مافیای سیسیل را نپذیرفت. او در نامه‌ای که در تابستان ۲۰۰۷ به مطبوعات ارسال کرد، ادعا کرد که «همچون یک نوزاد بی گناه است». وی افزود: «به دلیل یک بی عدالتی در دهه ۱۹۸۰ من را زنده‌به‌گور کردند و ۲۲ سال است که در زندان هستم. رطوبت سلولم سلامتی مرا از بین برده است و واقعاً در وضعیت وخیمی هستم.» وی تا زمان مرگ در زندانی در منطقهٔ ربیبیا در رم حبس ماند و سرانجام در ۱۳ فوریه ۲۰۰۸ در آنجا بر اثر سرطان ریه درگذشت. به گفته مورخ جان دیکی، گرکو «کهن‌الگویی از یک رئیس مافیایی بود: جدی، بدون لبخند و بسیار کم‌حرف، که اگر لب به سخن می‌گشود، کلماتش تمثیلی و کنایه‌دار بود».